# Марта Стюарт
Марта Гелен Стюарт (дівоче прізвище Костира; нар. 3 серпня 1941) — американська підприємиця польського походження, яка займається роздрібною торгівлею, письменниця та медійна особистість. Як засновниця Martha Stewart Living Omnimedia, досягла успіху завдяки різноманітним бізнесам, включно з видавництвом, телерадіомовленням, мерчандайзингом й електронною комерцією. Написала численні бестселери, видає журнал «Марта Стюарт лівінг» і вела дві синдиковані телевізійні програми: «Життя Марти Стюарт», яка виходила з 1993 до 2004 рік, і «Марта», яка виходила з 2005 до 2012 рік.
У 2004 році Стюарт визнали винною у кримінальному злочині, пов'язаному зі справою про торгівлю акціями ImClone; вона провела п'ять місяців у федеральній в'язниці, її звільнили у березні 2005 року. Припускали, що цей інцидент фактично покінчить з її медіаімперією, але у 2005 році Стюарт розпочала кампанію повернення, у 2006 році компанія досягла прибутковості. Стюарт знову приєдналася до ради директорів Martha Stewart Living Omnimedia у 2011 році й очолила у 2012 році. У 2015 році Sequential Brands придбала компанію.

## Ранні роки
Марта Стюарт народилася в Джерсі-Сіті, штат Нью-Джерсі, 3 серпня 1941 року. Вона — друга з шести дітей, у сім'ї вчителів Едварда Костири (1912—1979) та Марти (до шлюбу Рушковська; 1914—2007). Вона має польське походження. Батько пізніше став продавцем фармацевтичних препаратів. Коли Стюарт виповнилося 3 роки, сім'я переїхала в Натлі, штат Нью-Джерсі. На католицькому обряді миропомазання вона прийняла ім'я «Грейс».
У 10 років Стюарт час від часу працювала нянею для дітей Мікі Ментла, Йогі Берри та Гіла Макдугалда, гравців «Нью-Йорк Янкіз». Мікі та Мерлін Ментли виховували чотирьох синів, за якими Стюарт наглядала та влаштовувала дні народження для них. Вона також почала займатися модельним бізнесом. У 15 років Стюарт знялася у телевізійній рекламі Unilever. Вона продовжувала отримувати запрошення на знімання у телевізійній рекламі та журналах, зокрема й для Tareyton. Під час навчання в коледжі вона на додаток до стипендії заробляла «моделлю по 50 доларів за годину — це були великі гроші на той час». Вона працювала і для Chanel.
Мати Стюарт навчила її готувати та шити. Вона навчилася процесу консервування та маринування, коли відвідала дідуся та бабусю у Баффало, штат Нью-Йорк. Її батько захоплювався садівництвом і передав їй багато своїх знань і досвіду. Стюарт також брала активну участь у багатьох позакласних заходах, як-от шкільна газета та мистецький клуб.
Стюарт закінчила середню школу Натлі. Вона навчалася у Барнард-коледжі Колумбійського університету. Спочатку планувала вивчати хімію, але сконцентрувалась на мистецтві, історії та пізніше історії архітектури. Щоб полегшити фінансове навантаження, вона стала моделлю для Chanel. У цей час познайомилася з Ендрю Стюартом, який здобув ступінь юриста в Єльській юридичній школі. Вони побралися у липні 1961 року. Через рік після одруження вона повернулася до навчання та отримала диплом з історії та історії архітектури.

## Кар'єра
У 1967 році Марта Стюарт почала кар'єру біржової маклерки, професія її тестя.
Тим часом чоловік заснував видавництво та працював виконавчим директором кількох інших. Стюарти переїхали до Вестпорту, штат Коннектикут, де придбали та відреставрували фермерський будинок 1805 року на Теркі Гілл-роуд, який згодом використовували як телестудію для шоу «Життя Марти Стюарт». Під час проєкту Стюарт продемонструвала майстерність до реставрації та декорування.
У 1976 році Стюарт розпочала кейтеринговий бізнес у своєму підвалі разом із подругою з модельних часів, Нормою Кольєр. Підприємство швидко стало успішним, але Кольєр заявила, що зі Стюарт важко працювати. Невдовзі Стюарт викупила частину бізнесу Кольєр. Стюарт також отримала роботу менеджерки магазину вишуканих продуктів Market Basket, але після розбіжностей із власниками мінімоллу, вона втратила там роботу, але змогла відкрити власний магазин.
Ендрю став президентом відомого нью-йоркського видавництва Harry N. Abrams, Inc. У 1977 році він відповідав за випуск англомовного видання серії «Таємна книга гномів» голландських авторів Віла Гюйгена та Рієна Пуртвліта, яка швидко стала шалено популярною та потрапила в список бестселерів «Нью-Йорк таймс». Він найняв компанію Стюарт для обслуговування вечірки з приводу випуску книги, де Стюарт познайомилася з Аланом Міркеном, керівником Crown Publishing Group.
Міркен вразив талант Стюарт як шеф-кухарки та господині, і пізніше зв'язався з нею, щоб розробити кулінарну книгу з рецептами та фотографіями з вечірок, які Стюарт влаштовувала. 13 грудня 1982 року вийшла друком її перша книга «Entertaining», написана Елізабет Гоуз.
Після успішного дебюту Стюарт випустила ще багато книг у видавництві Clarkson Potter, серед них «Martha Stewart's Quick Cook» (1983), «Martha Stewart's Hors d'Oeuvres» (1984), «Martha Stewart's Pies & Tarts» (1985), «Weddings» (1987), яку також написала Елізабет Гоуз, «The Wedding Planner» (1988), «Martha Stewart's Secrets for Entertaining» (1988), «Martha Stewart's Quick Cook Menus» (1988) і «Martha Stewart's Christmas» (1989) тощо. Протягом цього часу вона також була авторкою десятків газетних колонок, журнальних статей та інших матеріалів про ведення домашнього господарства, а також неодноразово виступала на телебаченні в таких програмах, як «Шоу Опри Вінфрі» та «Ларрі Кінг у прямому ефірі».
Ендрю та Марта Стюарт розійшлися у 1987 році та розлучилися у 1990 році.

### Пізніша кар'єра
У 1990 році Стюарт підписала контракт із Time Publishing Ventures на створення нового журналу «Марта Стюарт лівінг», у якому вона обіймала посаду головної редакторки. Перший номер вийшов наприкінці 1990 року з початковим накладом 250 000. Тираж досягне свого піка у 2002 році й склав понад 2 мільйони примірників одного номеру.
У 1993 році Стюарт розпочала щотижневу півгодинну телевізійну програму «Життя Марти Стюарт», засновану на її журналі. Шоу почало виходити по буднях у 1997 році, у 1999 році воно стало повногодинного шоу з півгодинними епізодами у вихідні. Останній випуск відбувся у 2004 році. Стюарт також часто брала участь у програмі «Today Show» на NBC, а потім у програмі «The Early Show» на CBS, а також знялася у кількох святкових випусках виробництва CBS.
На обкладинці «Нью-Йорк мегезін» за травень 1995 року Стюарт назвали «визначною американською жінкою нашого часу».

### Martha Stewart Living Omnimedia
У вересні 1997 року за сприяння ділової партнерки Шерон Патрік Стюарт змогла отримати фінансування для придбання різноманітних телевізійних, друкованих і торговельних підприємств, пов'язаних із брендом Марти Стюарт, і об'єднати їх у нову компанію Martha Stewart Living Omnimedia (MSLO). Стюарт була головою, президентом і генеральним директором нової компанії, а Патрік стала головним операційним директором. Організувавши всі активи бренду під одним дахом, Стюарт вважала, що зможе сприяти синергії та більше контролювати напрямок бренду через діяльність бізнесу. Того ж місяця Стюарт оголосила у своїй телепередачі про запуск супутнього вебсайту та каталогів під назвою Martha by Mail. Компанія також розвивала квітковий бізнес за моделлю B2C.
19 жовтня 1999 року Martha Stewart Living Omnimedia вийшла на Нью-Йоркську фондову біржу під тикером MSO. Первинне публічне розміщення акцій було встановлено на рівні 18 доларів США за акцію (відповідає $29 у 2021 році), ціна акції зросла до 38 доларів США (відповідає $62 у 2021 році) до кінця торгів, що формально зробило Стюарт мільярдеркою та першою жінкою-мільярдеркою у США. Ціна акцій повільно знизилася до 16 доларів за акцію до лютого 2002 року. Стюарт був і продовжує залишатися мажоритарною акціонеркою, контролюючи 96 % голосів у компанії.

### Подкаст Марти Стюарт
У червні 2022 року Марта Стюарт оголосила, що запустить свій перший оригінальний подкаст «Подкаст Марти Стюарт» у партнерстві з iHeart Radio. 15 червня 2022 року Стюарт поділилася, що Snoop Dogg стане першим гостем у випуску 22 червня 2022 року.

## Справа та суд
За даними Комісії з цінних паперів і бірж США, Стюарт уникла збитків у розмірі 45 673 доларів США, продавши всі 3 928 акцій ImClone Systems 27 грудня 2001 року. Вона здійснила операцію після отримання важливої непублічної інформації від свого брокера в Merrill Lynch Пітера Бакановича. Наступного дня вартість акцій впала на 16 %.
У наступні місяці Стюарт привернула пильну увагу ЗМІ, включно з обкладинкою «Ньюсвік» під заголовком «Безлад Марти». Примітно, що 25 червня 2002 року ведуча CBS Джейн Клейсон в прямому ефірі допитала Стюарт про ImClone під час регулярного випуску на «Ранньому шоу». Стюарт, продовживши шаткувати капусту, відповіла: «Я хочу зосередитися на своєму салаті». 3 жовтня 2002 року Стюарт залишила свою посаду в раді директорів Нью-Йоркської фондової біржі, яку обіймала протягом чотирьох місяців, після угоди, яку прокурори уклали з Дугласом Фанейлом, помічником Бакановича.
4 червня 2003 року уряд звинуватив Стюарт у дев'яти пунктах, включно з шахрайством з цінними паперами та перешкоджанні правосуддю. Стюарт добровільно пішла з посади генерального директора та голови MSLO, але залишилася на посаді головного креативного директора. Суд відбувся у січні 2004 року. Прокурори показали, що Баканович наказав помічнику повідомити Стюарт, що генеральний директор ImClone, Семюел Д. Ваксал, продає всі свої акції перед несприятливим рішенням Управління з продовольства і медикаментів США. Очікувалося, що рішення спричинить падіння акцій ImClone.
Моніка Бім, акціонер MSLO, також подала похідний позов проти Стюарт й інших директорів і посадових осіб компанії. У 2004 році Верховний суд штату Делавер розглядав справу, але у підсумку відхилив.

### Вирок
Після широкого розголосу шеститижневого суду присяжних у березні 2004 року Стюарт визнали винною у фелонії з метою перешкоджання провадженню агентства та в наданні неправдивих свідчень федеральним слідчим. У липні 2004 року її засудили до п'яти місяців ув'язнення у федеральній виправній установі та два роки під наглядом (включно з 5 місяцями електронного контролю).
Бакановича та Ваксала також визнали винними за федеральними звинуваченнями, їх засудили до тюремного ув'язнення. Стюарт також заплатила штраф у розмірі 30 тисяч доларів.
У серпні 2006 року SEC оголосила, що погодилася врегулювати відповідну цивільну справу проти Стюарт. Згідно з мировою угодою, Стюарт погодилася сплатити 58 062 долари (включно з відсотками від збитків, яких вона уникла), а також цивільний штраф у трикратному розмірі збитків, яких уникла, або 137 019 доларів. Вона також погодилася на відсторонення на 5 років від роботи директора, генерального директора, фінансового директора або будь-якої іншої посади, пов'язаної з підготовкою, аудитом або розкриттям фінансових результатів будь-якої публічної компанії. У червні 2008 року прикордонна служба Великої Британії відмовила їй у візі для в'їзду через її судимість за перешкоджання правосуддю. Вона планувала виступити у Королівській академії мистецтв з питань моди та індустрії дозвілля.

### Ув'язнення

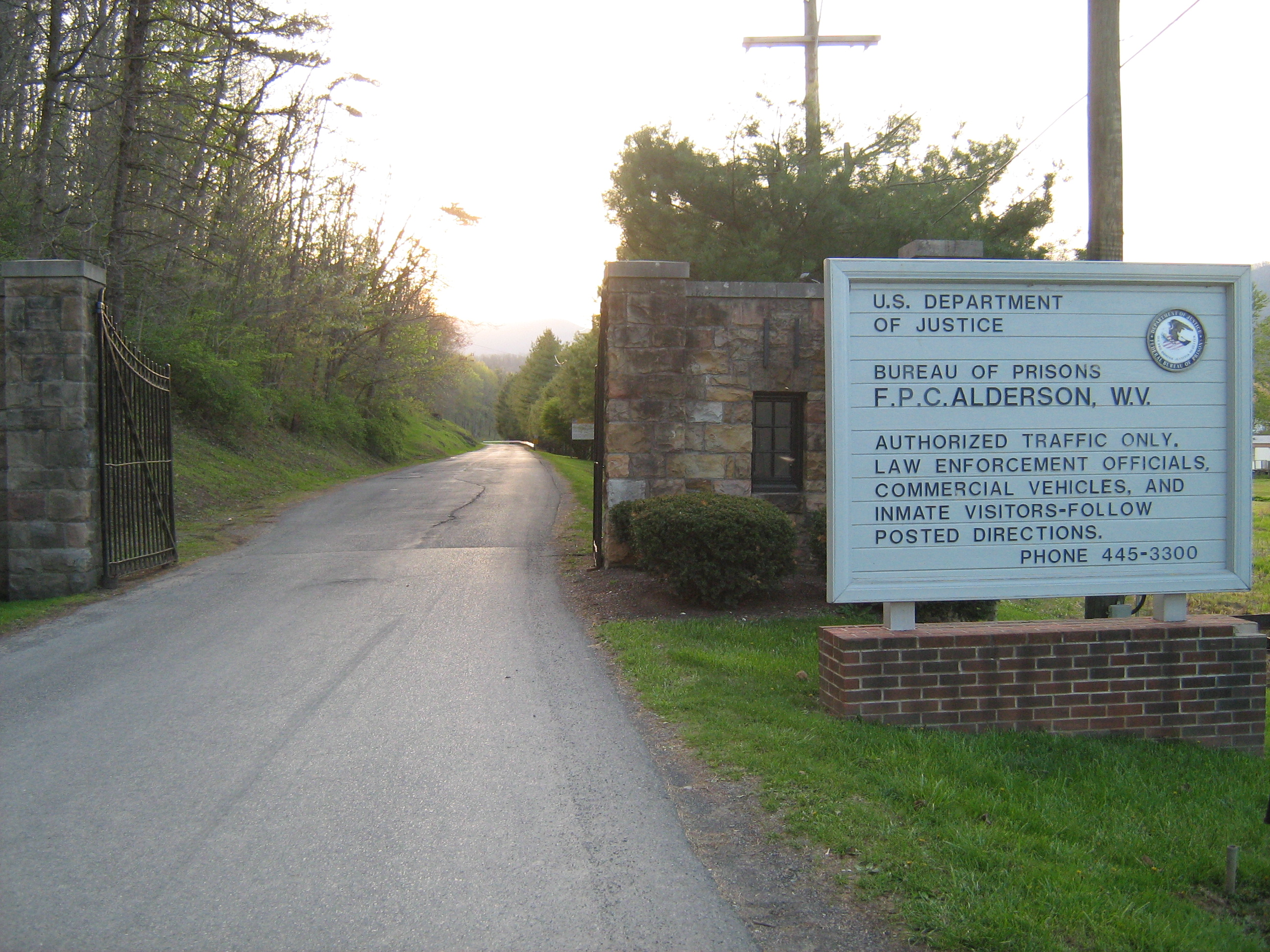
Федеральна колонія, Олдерсон, де перебувала Стюарт

Стюарт хотіла потрапити до в'язниці в Коннектикуті чи Флориді. Вона не хотіла відбувати покарання у федеральній колонії в Олдерсоні, Західна Вірджинія, через віддалене місцеперебування; у 2004 році її адвокат сказав, що віддаленість ускладнить відвідування 90-річної матері Стюарт. Суддя Міріам Голдман Седарбаум рекомендувала Федеральному бюро в'язниць (ФБВ), щоб для Стюарт обрали Федеральну виправну установу, Данбері, або Федеральний виправний комплекс, Колман. Однак речник Міністерства юстиції США сказав, що ФБВ не відправлятиме її до Данбері, оскільки до закладу ЗМІ надто легко зможуть отримати доступ. Через ураган «Іван» Стюарт не могли відправити в Колман, тому що в'язниця була переповнена засудженими з Федеральної виправної установи в Маріанн, яка постраждала в наслідок негоди. Тому ФБВ призначило Олдерсон. Прессекретар зауважив, що він стурбований цим вибором, оскільки може сприйматися як помста. На думку доньки Стюарт, Алексіс, ФБВ «можливо, мало на меті відправити її якомога далі».
Суддя Седарбаум наказав Стюарт з'явитися у в'язниці до 14:00 8 жовтня 2004 року. 27 вересня 2004 року Стюарт отримала ідентифікаційний номер BOP 55170-054. Близько 6:15 8 жовтня 2004 року вона з'явилася в Олдерсоні. Стюарт сказала, що її тюремне прізвисько було «М. Дідді». Під час ув'язнення вона влаштувалася на роботу і стала неформальною зв'язуючою ланкою між адміністрацією та іншими ув'язненими. У спеціальному випуску «Піпл» стверджувалося: «Дехто очікував, що американська богиня домашньої досконалості впаде у сильний відчай». Стюарт звільнили о 12:30 4 березня 2005 року. Наступні 2 роки вона перебувала під наглядом і п'ять місяців з них під електронним контролем. Стюарт відбувала домашнє ув'язнення у своїй резиденції в Бедфорді, Нью-Йорк. Їй дозволили залишати будинок на 48 годин на тиждень для візитів, пов'язаних з роботою. Після закінчення її домашнього ув'язнення, але поки вона перебувала під наглядом, від неї вимагалося залишатися на роботі та не спілкуватися з людьми з кримінальним минулим. Крім того, під час умовно-дострокового звільнення вона мала отримати дозвіл від федеральних чиновників, якщо вона збиралася залишити юрисдикцію Окружного суду Південного округу Нью-Йорка.

## Після звільнення та поточні проєкти

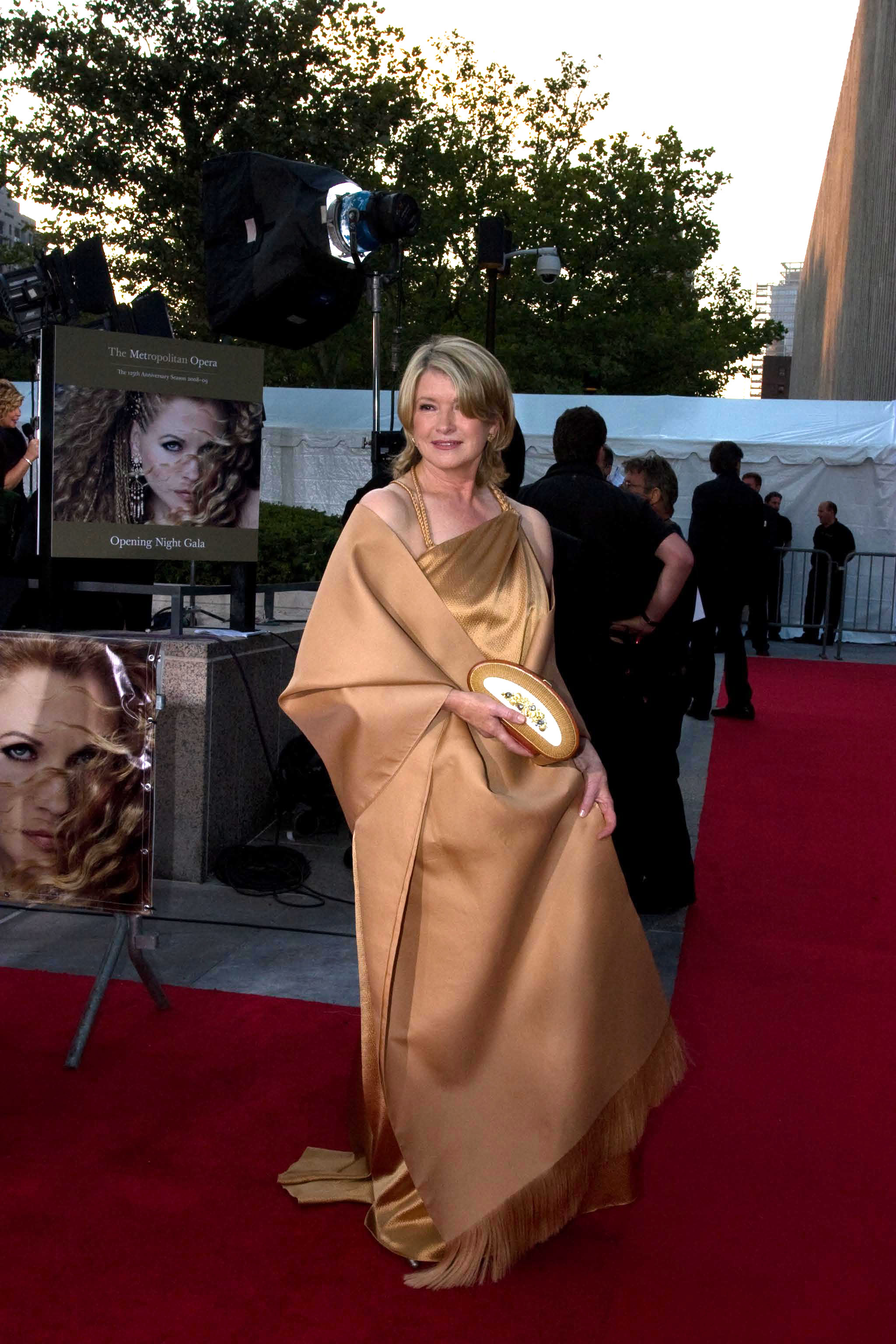
Стюарт на відкритті сезону в Метрополітен-опера (2008)

Після її звільнення з в'язниці у березні 2005 року Стюарт розпочала широкорозрекламоване повернення та знову взяла участь у проєкті «Життя Марти Стюарт». Асортимент щоденної лінійки Martha Stewart Everyday у Kmart розширили, додавши готові меблі до дому, а масова лінійка інтер'єрних фарб стала доступною у великих магазинах Sears. Однак найбільш розкрученим аспектом її повернення було телебачення. Стюарт повернулася у денний ефір з «Шоу Марти Стюарт» і в адаптованій версії «Учень» (під назвою «Учень: Марта Стюарт»). Прем'єра обох шоу відбулася у вересні 2005 року, Марк Бернетт займався продюсуванням обох. Її спін-офф «Учень» отримав низькі рейтинги. Його не продовжили на другий сезон.
У жовтні 2005 року Стюарт випустила нову книгу «Правила Марти» про створення та управління новим бізнесом, а через місяць її компанія випустила «Посібник з випікання Марти Стюарт». У жовтні 2006 року видавництво Clarkson Potter опублікувало «Посібник Марти Стюарт з ведення домашнього господарства», присвячений догляду за будинком. Вона також є постійним учасником частини про кулінарію, рукоділля та садівництво в шоу «Today» на NBC. Щоденне ток-шоу Стюарт отримало шість номінацій на 33-ій церемонії Денної премії «Еммі» у 2006 році, включно з «Найкращим ведучим» і «Найкращим шоу».

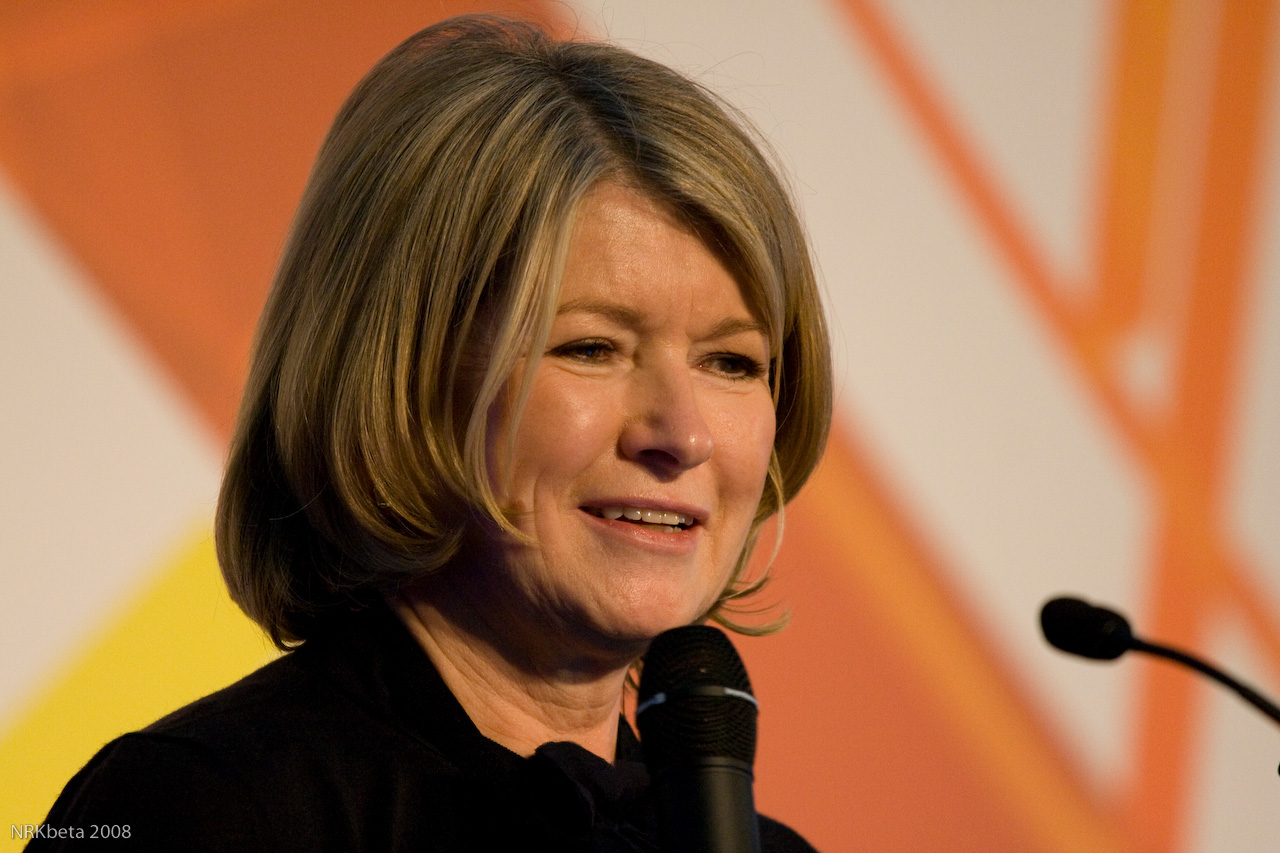
Стюарт у 2008 році

MSLO запустила лінію будинків, які отримали її ім'я, від будівельної компанії KB Home спочатку в Кері, штат Північна Кароліна, а згодом і в інших місцях по всій країні. Перші будинки, які створили за мотивами будинків Стюарт у Нью-Йорку та Маунт-Дезерт Айленд у штаті Мен, завершили на початку 2006 року. Зрештою, планувалося 650 будинків за ціною від 200 000 доларів до 400 000 доларів. Лінійка виробів з паперу для EK Success також знаходилася в розробці. У вересні 2007 року вона запустила висококласну лінію побутового посуду для Macy's, що стало найбільшим запуском бренду в історії Macy's. У рекламі Стюарт заявила, що розробила понад 2000 предметів ексклюзивно для Macy's. Лінійка складалася з постільної білизни, товарів для ванної та кухні, столовий посуд. Окрім телебачення та мерчандайзингу, у листопаді 2005 року MSLO запустив цілодобовий супутниковий радіоканал із Sirius, на якому Стюарт веде щотижневе телевізійне шоу.
Стюарт також з'явилася в комедійно-драматичному серіалі «Бридка Бетті» в епізоді «Чотири дні подяки та похорон» від 16 листопада 2006 року, в якому вона дала своїй подрузі Вільгельміні Слейтер (у виконанні Ванесси Вільямс) поради щодо приготування індички. Джастін Суарес (роль Марко Інделікато) — шанувальник Стюарт.
У липні 2006 року Martha Stewart Living Omnimedia оголосила про багаторічну угоду з FLOR, Inc., екологічно чистим виробником високоякісних модульних підлогових покриттів, щодо виробництва та продажу нової лінії килимової плитки під брендом Martha Stewart. Лінія Martha Stewart Floor Designs by FLOR вперше з'явилася у 2007 році з характерним дизайном і колірною палітрою, пов'язаною з брендом Martha Stewart. Угода з FLOR була частиною програми організації Martha Stewart з виробництва меблів для дому з широким асортиментом товарів, як-от меблі Bernhardt, фарби для стін Lowe's і покриття для підлоги FLOR.
14 вересня 2007 року Martha Stewart Living Omnimedia оголосила про партнерства з E&J Gallo Winery щодо виробництва бренду вина під маркою Martha Stewart Vintage (для продажу у шести містах, у січні 2008 року за 15 доларів). 15 000 коробок для продажу включно з шардоне округу Сонома 2006 року, каберне совіньйон округу Сонома 2005 року та мерло округу Сонома 2006 року (для Атланти, Бостона, Шарлотта, штат Північна Кароліна, Денвера, Фінікса та Портленда, штат Орегон). Марта Стюарт також підписала контракт з Costco щодо пропонування заморожених і свіжих продуктів під маркою Kirkland Signature.
У липні 2008 року в магазинах Walmart вперше з'явилися крафтові вироби «Martha Stewart Celebrate» і «Martha Stewart Create», двох підрозділів Martha Stewart Living Omnimedia. Угода відбулася, зокрема, через закриття понад 600 магазинів Kmart у США.
26 січня 2010 року Hallmark Channel і Martha Stewart Living Omnimedia оголосили про багаторічне стратегічне партнерство, переходячи від телемовлення до кабельного телебачення. 13 вересня 2010 року її годинне денне шоу «Марта», яке раніше мало назву «Шоу Марти Стюарт», перейшло на канал Hallmark. Його транслювали протягом двох сезонів, на початку 2012 року скасували: останній епізод вийшов в ефір 11 травня 2012 року.
У 2011 році «Нью-Йорк мегезін» повідомляв, що шоу «Життя Марти Стюарт» отримало прибуток лише за один із попередніх восьми років. Того ж року Стюарт представила нове 30-хвилинне шоу «Марта пече» на каналі Hallmark.
У квітні 2012 року Стюарт з'явилася в юридичній драмі NBC «Закон і порядок: Спеціальний корпус». Вона зіграла директора приватної школи в епізоді під назвою «Крива навчання».
Новий телепроєкт «Школа кулінарії Марти Стюарт» дебютував на PBS у жовтні 2012 року. Щотижневий 30-хвилинний епізод охоплює технології та основи приготування їжі. Він заснований на її однойменній книзі.
Як повідомлялося, у 2014 році Стюарт співпрацювала з eBay для створення онлайн-магазину American Made Martha Stewart. Цей маркетлейс надає платформу для понад 400 американських постачальників і пропонує їм можливість розвивати свій бренд і популяризувати свої продукти.
Восени 2016 року на каналі VH1 відбулася прем'єра нового шоу за участю Марти та її друга Snoop Dogg «Martha & Snoop's Potluck Dinner Party» з іграми, рецептами та музичними гостями. Пізніше Snoop Dogg і Стюарт разом знялися у рекламі Супербоула для T-Mobile під час Супербоула LI у лютому 2017 року.
Marley Spoon — це новий проєкт фасованих інгредієнтів з довозом і рецептів для приготування вдома. Стюарт спочатку тестувала проєкт наосліп, а потім приєдналася до генерального директора Фабіана Сігеля у спільному підприємстві.
У червні 2018 року Марта стала постійним суддею на кулінарному шоу на Food Network. У жовтні 2018 року вона з'явилася на «Шоу Елен Дедженерес» разом із Джулією Робертс.
У лютому 2019 року Canopy Growth (CGC), канадська компанія з виробництва марихуани, оголосила, що Стюарт стала їхнім радником.
31 липня 2020 року на HGTV відбулася прем'єра нового шоу про садівництво «Марта знає найкраще». У ньому Стюарт надавала допомогу в садівництві гостям і своїм друзям-знаменитостям. Вона також демонструвала деякі проєкти та вдосконалення свого великого (150 акрів) маєтку.

## Особисте життя

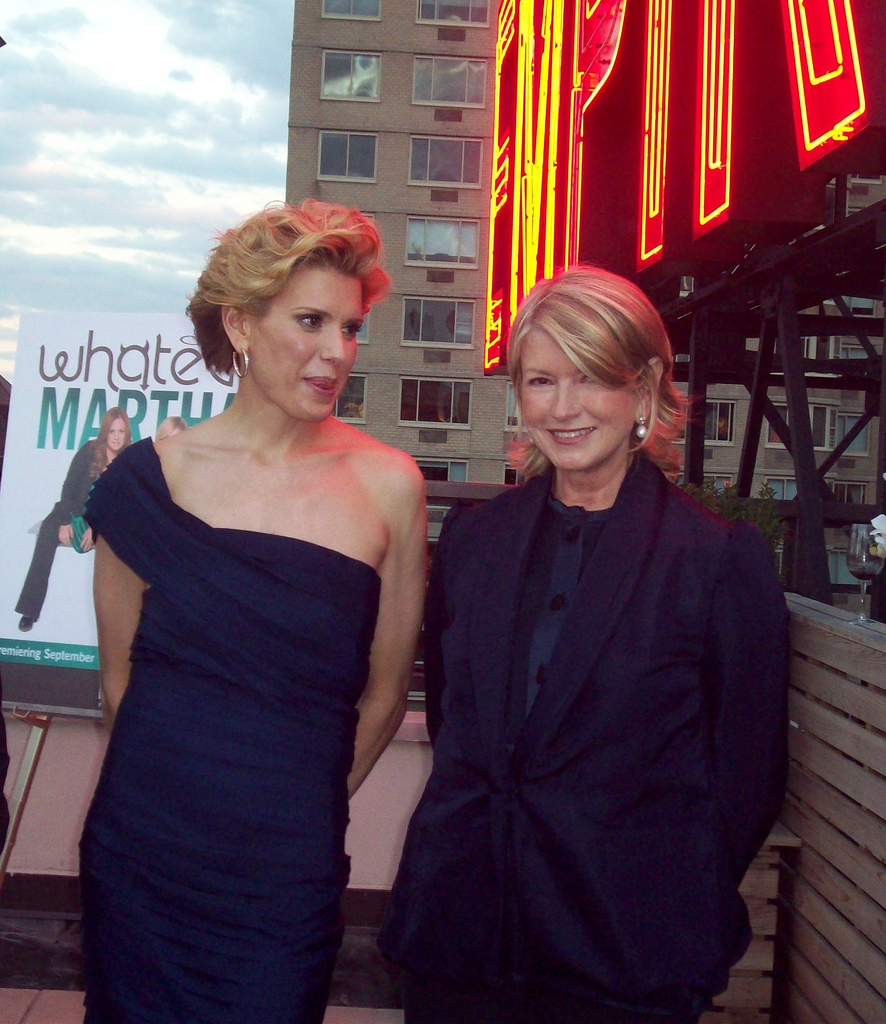
Алексіс Стюарт (ліворуч) і Марта Стюарт (праворуч), вересень 2008 року

У 1961 році одружилася з Ендрю Стюартом, студентом Єльської юридичної школи. У 1965 році народила доньку Алексіс. Вони розійшлися у 1987 році та розлучилася у 1990 році. Згодом Стюарт зустрічалася з Ентоні Гопкінсом, але припинила стосунки після того, як подивилася «Мовчання ягнят», не можучи позбутися асоціації Гопкінса з персонажем Ганнібала Лектера.
Стюарт зустрічалася з мільярдером Чарльзом Симоні. У 2007 році вона показала його кадри як космічного туриста на борту «Союзу» у своєму телешоу. Вони припинили стосунки приблизно у лютому 2008 року.
Стюарт — затята любителька тварин. Серед її домашніх улюбленців чау-чау, французькі бульдоги, гімалайські кішки, гірський поні Бен Чанч і фризькі коні. Стюарт відмовилась від хутра, відколи її донька відкрила очі на цю проблему.
Марта Костира, мати Стюарт, померла у віці 93 років 16 листопада 2007 року. Костира, яку родина також називала «Велика Марта», неодноразово з'являлася на «Шоу Марти Стюарт».
Стюарт проживає в Катоні, Бедфорд, Нью-Йорк. Вона також володіє резиденцією «Скайлендс» площею 3 300 м2 на острові Маунт-Дезерт у Сіл-Харборі, штат Мен. Це колишній літній маєток автомобільного дизайнера та магната Едселя Форда з садами, спроєктованими відомим ландшафтним архітектором Єнсом Єнсеном (1922).
У 2020 році поява Джиммі Кіммела у телевізійному шоу «Знайди своє коріння» показала, що він і Стюарт є двоюрідними братами.

## Визнання
- У 1995 році Стюарт отримала нагороду «Золота тарілка» Американської академії досягнень[106].
- У 1997 році Марта Стюарт отримала нагороду Едісона за досягнення[107] за відданість інноваціям протягом усієї кар'єри.
- У 2018 році Стюарт зарахували до Зали слави Нью-Джерсі[108].
- У 2020 році Стюарт зарахували до Міжнародної зали слави ліцензування[109].

## В медіа
Марту Стюарт зображували та пародіювали в усіх ЗМІ. За її життєвою історією зняли два телевізійні фільми: «Історія Марти Стюарт» (2003) і «Марта: За ґратами» (2005). В обох стрічках її втілила Сібілл Шеперд.
Вона також знялася в епізодичній ролі у четвертому сезоні HBO «Кайф з довозом».

## Додаткова література
- Mariana Pasternak's 'The Best of Friends'. Good Morning America. ABC News. 16 березня 2010. Процитовано 29 жовтня 2010.
- Pasternak, Mariana (2010). The Best of Friends: Martha and Me. New York: HarperCollins. ISBN 978-0-06-166127-3.
- Sellers, Patricia (14 листопада 2005). Remodeling Martha. Fortune. CNN. Процитовано 29 жовтня 2010.
- Stabile, Carol A. (17 лютого 2007) [2004]. Getting what she deserved: the news media, Martha Stewart, and masculine domination. Feminist Media Studies. 4 (3): 315—332. doi:10.1080/1468077042000309964.